# نيت سيلفر
ناثانيل ريد «نيت» سيلفر (بالإنجليزية: Nate Silver) هو محلل إحصائي ومؤلف أمريكي، ولد في 13 يناير 1978، واشتهر بتحليله وتوقعه لنتائج وأداء لاعبي البيسبول، وكذلك بتوقعه نتائج الانتخابات الأمريكية مستخدما المعلومات المتاحة على الإنترنت. وهو مؤسس ورئيس تحرير موقع فايف ثيرتي أيت. اشتهر أيضا بتطويره لنظام بيكوتا "PECOTA" الذي يتوقع أداء لاعبي دوري البيسبول، والذي تم بيعه لاحقاً إلى Baseball Prospectus .
في انتخابات الرئاسة الأمريكية عام 2008، نجح نات في التنبؤ بنتائج 49 ولاية من أصل الولايات الخمسين، الولاية الوحيدة التي فشل في التنبؤ بها كانت إنديانا، التي فاز فيها المرشح باراك اوباما بفارق نقطة مئوية واحدة.
في أبريل من عام 2009، صنفته مجلة تايم إلى قائمة المائة الاكثر تأثيرا في العالم.

## روابط خارجية
- نيت سيلفر على موقع IMDb (الإنجليزية)
- نيت سيلفر على موقع إن إن دي بي (الإنجليزية)